# Lycosa illicita
Lycosa illicita là một loài nhện trong họ Lycosidae.
Loài này thuộc chi Lycosa. Lycosa illicita được Willis J. Gertsch miêu tả năm 1934.